# Laterostomella
Laterostomella es un género de foraminífero planctónico de la Subfamilia Heterohelicinae, de la Familia Heterohelicidae, de la Superfamilia Heterohelicoidea, del Suborden Globigerinina y del Orden Globigerinida. Su especie tipo es Laterostomella guembeliniformis. Su rango cronoestratigráfico abarca desde el Priaboniense (Eoceno superior) hasta la Actualidad.

## Descripción
Laterostomella incluía especies con conchas biseriadas, con tendencia a la torsión; sus cámaras eran ovaladas, comprimidas lateralmente, reniformes o subtetraédricas; sus suturas intercamerales eran generalmente incididas; su contorno ecuatorial era subtriangular a lanceolada; su periferia era redondeada a subaguda; su abertura principal era interiomarginal, lateral, con forma de arco amplio y bajo, casi simétrico, bordeada con una solapa en el parte externa y reborde estrecho en el parte interna; presentaban pared calcítica hialina, finamente perforada, y superficie granular, pustulada o rugosa.

## Discusión
Laterostomella fue originalmente considerado un género de foraminíferos bentónicos e incluido en la familia Bolivinitidae, de la superfamilia Bolivinitoidea, del orden Buliminida. Sin embargo, otros autores lo consideraron un género planctónico perteneciente a la familia Chiloguembelinidae y concluyeron que Laterostomella era un sinónimo anterior a Streptochilus, y que por tanto tenía prioridad. En este caso, clasificaciones posteriores lo hubiesen incluido en el orden Heterohelicida.

## Ecología y Paleoecología
Existe un debate en torno a sí Laterostomella incluye especies bentónicas o planctónicas. Estudios isotópicos permitieron concluir que era un bentónico perteneciente a la familia Bolivinitidae.

## Clasificación
Laterostomella incluye a la siguiente especie: Clasificaciones posteriores la hubiesen incluido en el Orden Heterohelicida.
- Laterostomella biserialis †
- Laterostomella guembeliniformis †
- Laterostomella laeviora †

Otras especies consideradas en Laterostomella son:
- Laterostomella dubia †
- Laterostomella reticulata †
- Laterostomella spinosa †
- Laterostomella voluta †